# 拉贝日记
《拉贝日记》，指南京安全区国际委员会主席约翰·拉贝（John H. D. Rabe）从1937年9月到1938年2月间记录的日记，是其亲身目击南京大屠杀所作的记录，是南京大屠杀的重要史料。
1996年12月12日，拉贝的外孙女莱茵哈特在美国纽约向世人首次公布。1997年8月，美国克诺夫出版社以《The Good Man of Nanking: The Diaries of John Rabe》为名将其出版。

## 拉贝其人
拉贝自1911年起受雇於西門子中國公司；南京大屠殺發生時是德国西门子公司驻中国公司员工，他以外国人（德日当时有同盟关系，雙方有簽反共協定）的特殊身份，在中国南京建立南京战时安全区保护了一些中国平民，不过当时拉贝的行为纯属个人行为，并不代表西门子公司。拉贝是南京安全区的发起人之一，并担任安全区国际委员会主席。他是德國纳粹党南京小组代理，这特殊身份使他的记述具有别人难以代替的作用。
在写作日记之外，拉贝还保存了80多张现场拍摄的照片，并对这些照片作了詳实说明。

## 出版
英譯《The Good Man of Nanking: The Diaries of John Rabe》，ISBN 0375701974, Vintage Books出版

## 评价
因为拉贝当时活动的范围主要在南京安全区内，《拉贝日记》不可能对南京大屠杀的全过程作出完整的系统的论断和估计。但《拉贝日记》仍然被认为具有很重要的史料价值。